# HMS Starling (1942)
HMS „Starling” (U66) – slup typu Modified Black Swan brytyjskiej Marynarki Wojennej (Royal Navy) z okresu II wojny światowej.
Zbudowany w stoczni Fairfield Shipbuilding and Engineering Company w Govan, Szkocja, wodowany 14 października 1942, wcielony do służby 1 kwietnia 1943. Wsławiony udziałem w bitwie o Atlantyk jako okręt flagowy 2. Grupy Wsparcia (dowódca kmdr Frederic John Walker). Wraz z pozostałymi okrętami grupy brał udział w zniszczeniu wielu niemieckich okrętów podwodnych (U-Bootów):
- U-202 – zatopiony 2 czerwca 1943 za pomocą bomb głębinowych i ognia artyleryjskiego u południowych wybrzeży Grenlandii przez HMS „Starling”
- U-119 – zatopiony 24 czerwca 1943 roku w Zatoce Biskajskiej przez HMS „Starling”
- U-226 – zatopiony 6 listopada 1943 roku na wschód od Nowej Fundlandii przez HMS „Starling”, HMS „Woodcock” i HMS „Kite”
- U-842 – zatopiony 6 listopada 1943 roku przez HMS „Starling” i HMS „Wild Goose”
- U-592 – zatopiony 31 stycznia 1944 roku na południowy zachód od Irlandii przez HMS „Starling”, HMS „Wild Goose” i HMS „Magpie”
- U-734 – zatopiony 9 lutego 1944 roku na południowy zachód od Irlandii przez HMS „Wild Goose” i HMS „Starling”
- U-238 – zatopiony 9 lutego 1944 roku na południowy zachód od Irlandii przez HMS „Kite”, HMS „Magpie” i HMS „Starling”
- U-264(inne języki) – zatopiony 19 lutego 1944 roku przez HMS „Woodpecker”(inne języki) i HMS „Starling”
- U-653 – zatopiony 15 marca 1944 roku przez samolot Fairey Swordfish z lotniskowca eskortowego HMS „Vindex”, HMS „Starling” i HMS „Wild Goose”
- U-961 – zatopiony 29 marca 1944 roku na wschód od Islandii przez HMS „Starling”
- U-473 – zatopiony 6 maja 1944 roku na południowy zachód od Irlandii przez HMS „Starling”, HMS „Wren” i HMS „Wild Goose”
- U-333 – zatopiony 31 lipca 1944 roku na zachód od archipelagu Scilly przez HMS „Starling” i fregatę HMS „Loch Killin”
- U-736 – zatopiony 6 sierpnia 1944 roku w Zatoce Biskajskiej przez HMS „Starling” i HMS „Loch Killin”
- U-385 – zatopiony 11 sierpnia 1944 roku w Zatoce Biskajskiej przez HMS „Starling” i łódź latającą Short Sunderland
- U-482 – zatopiony 16 stycznia 1945 roku przez slupy: HMS „Starling”, HMS „Amethyst”, HMS „Peacock”, HMS „Hart” i fregatę HMS „Loch Craggie”.

W 1947 przeklasyfikowany na fregatę. Złomowany w lipcu 1965.